# Vilarinho (Vila Verde)

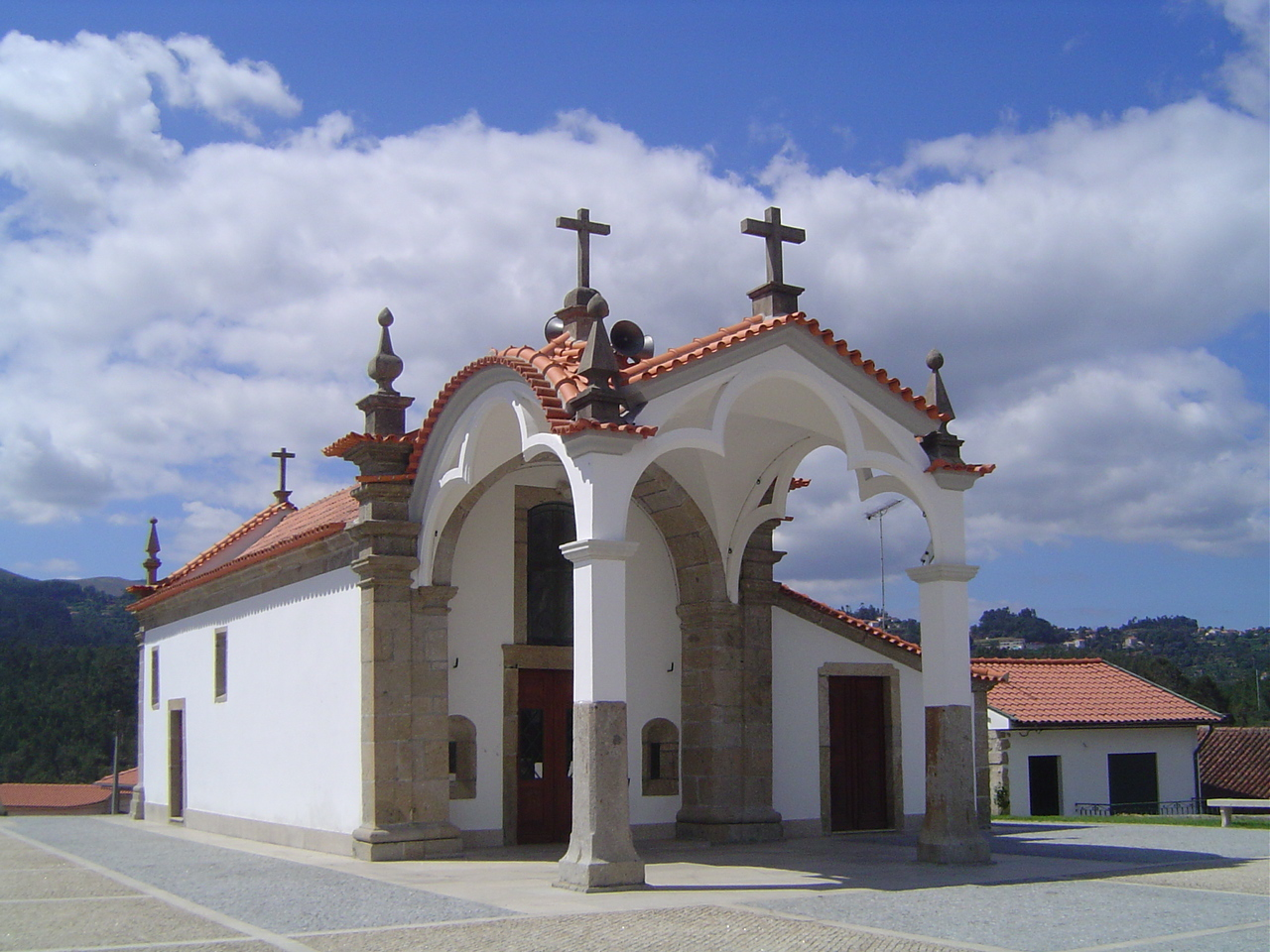
Capela de Santa Luzia.

Vilarinho é uma povoação portuguesa do Município de Vila Verde que foi sede da extinta Freguesia de Vilarinho, freguesia que tinha 1,55 km² de área e 410 habitantes (2011), e, por isso, uma densidade populacional de 264,5 hab/km².
Freguesia de Vilarinho foi extinta, desde 2013, no âmbito de uma reforma administrativa nacional, tendo o seu território sido agregado ao das freguesias de Sande, de Barros e de Gomide, para formar uma nova freguesia denominada União das Freguesias de Sande, Vilarinho, Barros e Gomide.

## População
| População da freguesia de Vilarinho | População da freguesia de Vilarinho | População da freguesia de Vilarinho | População da freguesia de Vilarinho | População da freguesia de Vilarinho | População da freguesia de Vilarinho | População da freguesia de Vilarinho | População da freguesia de Vilarinho | População da freguesia de Vilarinho | População da freguesia de Vilarinho | População da freguesia de Vilarinho | População da freguesia de Vilarinho | População da freguesia de Vilarinho | População da freguesia de Vilarinho | População da freguesia de Vilarinho |
| ----------------------------------- | ----------------------------------- | ----------------------------------- | ----------------------------------- | ----------------------------------- | ----------------------------------- | ----------------------------------- | ----------------------------------- | ----------------------------------- | ----------------------------------- | ----------------------------------- | ----------------------------------- | ----------------------------------- | ----------------------------------- | ----------------------------------- |
| 1864                                | 1878                                | 1890                                | 1900                                | 1911                                | 1920                                | 1930                                | 1940                                | 1950                                | 1960                                | 1970                                | 1981                                | 1991                                | 2001                                | 2011                                |
| 331                                 | 355                                 | 337                                 | 336                                 | 357                                 | 398                                 | 423                                 | 364                                 | 445                                 | 331                                 | 304                                 | 317                                 | 360                                 | 395                                 | 410                                 |

## História
Pertenceu ao concelho de Pico de Regalados, extinto, por decreto em 24 de Outubro de 1855.
Dista cerca de sete quilómetros da sede do município. Pico, Sande, Barros e Atães fazem parte do grupo de localidades adjacentes a Vilarinho.
Do ponto de vista arquitectónico é das localidades mais ricas do município: quatro capelas e uma igreja patenteiam as profundas e antiquíssimas raízes cristãs associadas a esta terra que tem como orago São Mamede.
Quem passa por Vilarinho não deve perder a oportunidade de conhecer o seu rico património histórico que, nos últimos anos, tem sofrido várias renovações com o intuito de o tornar mais digno.
Como espaços de lazer, destacam-se os vários cafés (Santar e Santa Luzia), o renovado adro de Santa Luzia, o Largo da Carvalheira (requalificado pela Junta de Freguesia de Vilarinho em 2006) e os Escadórios situados no Monte de Santa Luzia (cujas oliveiras ali plantadas são alusivas ao Monte das Oliveiras) onde se situa também um Parque de Merendas a partir do qual se pode desfrutar da bela paisagem natural circundante.
Carlos Ferraz é, desde 2013, o Presidente da Junta da União de Freguesias de Sande, Vilarinho, Barros e Gomide.

## Lugares
Lugares da antiga Fregesia de Vilarinho:
- Escada
- Igreja
- Paúlo
- Pomar
- Real
- Santa Luzia
- Santar
- Valinhos
- Encontro

## Festas e romarias
- Festa em honra de Santa Luzia (13 de dezembro).
- Procissão dos Passos (Domingo de Ramos) realizada anualmente, sendo transmitida em direto através da Internet no site http://www.vilarinho-vilaverde.com/vilarinhotv.html
- Visita Pascal (Páscoa), realizada no Domingo de Pascoela.
- Festa em honra de Santa Rita (primeiro domingo após o dia 22 de maio).
- Festa de São Mamede (17 de agosto).

## Coletividades
O presidente da Associação Cultural Recreativa e Desportiva de Vilarinho, Adelino Oliveira, tem vindo, ao longo dos seus mandatos, a levar a cabo uma série de iniciativas que colocam esta Associação Cultural como uma das mais dinâmicas do concelho. Desde jogos tradicionais a passeios pelo país, passando pelo futebol, pelo automobilismo e por concertos de música, tudo isto e muito mais são alguns dos exemplos das atividades desenvolvidas por esta empreendedora Associação.